# Edificio Telefónica

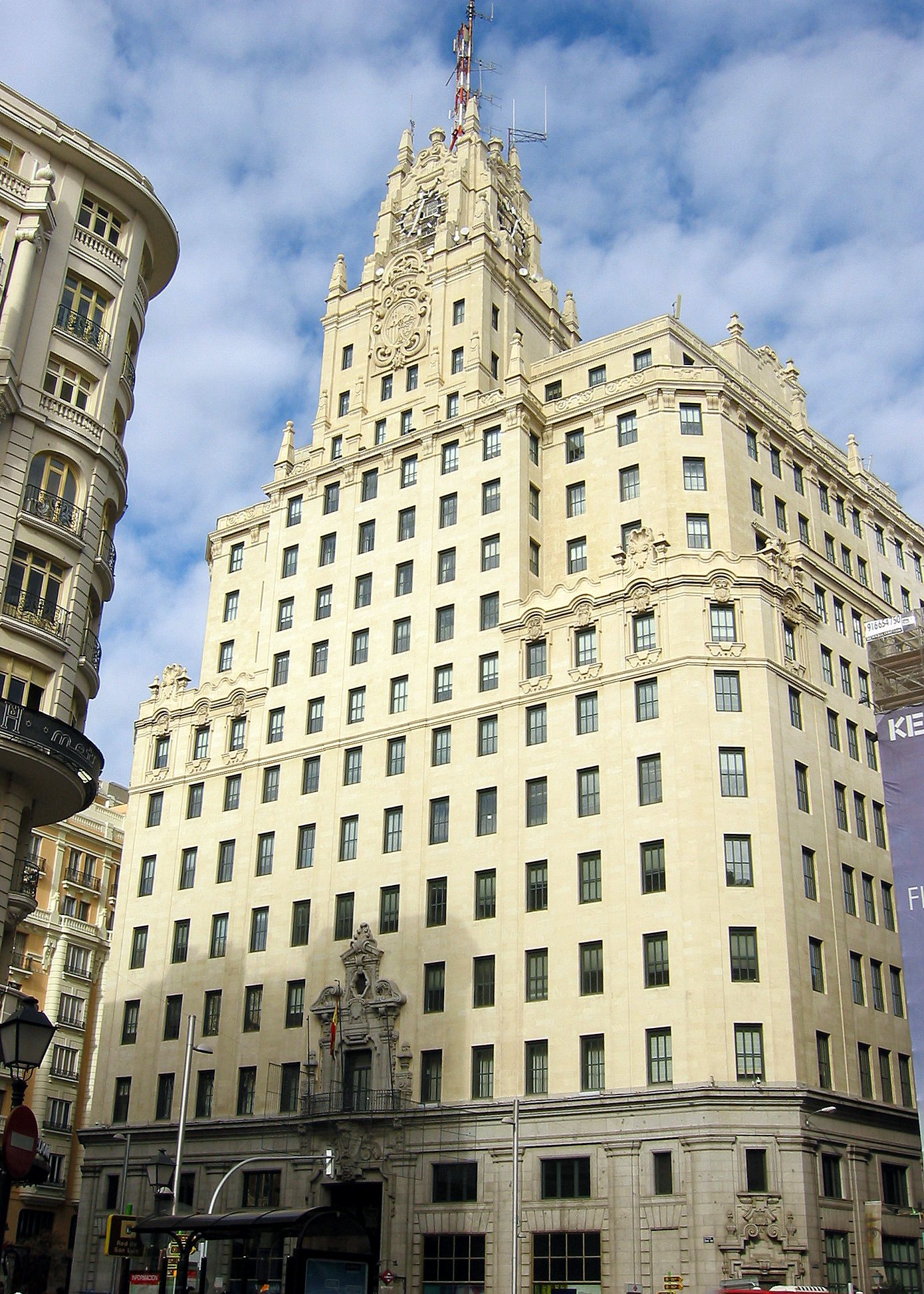
Straßenansicht Edificio Telefónica, Gran Via 28

Das Edificio Telefónica ist ein Hochhaus in Madrid. Es wurde zwischen 1926 und 1929 an der Einkaufsstraße Gran Vía nach Plänen von Ignacio de Cárdenas Pastor als Sitz der Compañía Telefónica Nacional de España errichtet. Neben der sich eindeutig an amerikanischen Hochhäusern orientierenden Formensprache weist es auch Merkmale des Churriguerismus auf, einer spanischen Variante barocker Architektur. Die Baukosten beliefen sich auf 32 Millionen Peseten (entspricht heute ca. 53 Millionen Euro). Das 14-stöckige Gebäude war mit 89 m das erste Hochhaus Europas und wurde erst 1953 durch das 117 m hohe Edificio España als höchstes Gebäude Spaniens abgelöst.
Durch seine Höhe diente das Gebäude mit seinem Turmaufsatz während des Spanischen Bürgerkriegs als eine Art Wach- und Beobachtungsturm für die Republikaner, erlitt hierdurch jedoch auch Schäden durch Beschuss von nationalistischen Truppen.
Die seit 1967 rot beleuchtete Uhr gilt als eine signifikante Landmarke der abendlichen Skyline. Seit 2013 wird sie blau beleuchtet, entsprechend der Firmenfarbe der Telefónica.